# Giraff
För stjärnbilden, se Giraffen.
Giraff (Giraffa camelopardalis) är ett afrikanskt däggdjur som kan bli över fem meter högt och är därmed det högsta nutida landlevande djuret i världen. Giraffen har en lång hals och lång tunga. Den livnär sig på att beta löv från träd och buskar. Giraffen ingår i däggdjursgruppen idisslare, som i sig är del av ordningen partåiga hovdjur. På grund av en kraftig minskning av giraffpopulationen med upp till 40% de senaste 30 åren kategoriserade IUCN år 2016 arten som sårbar (VU). 

## Utseende

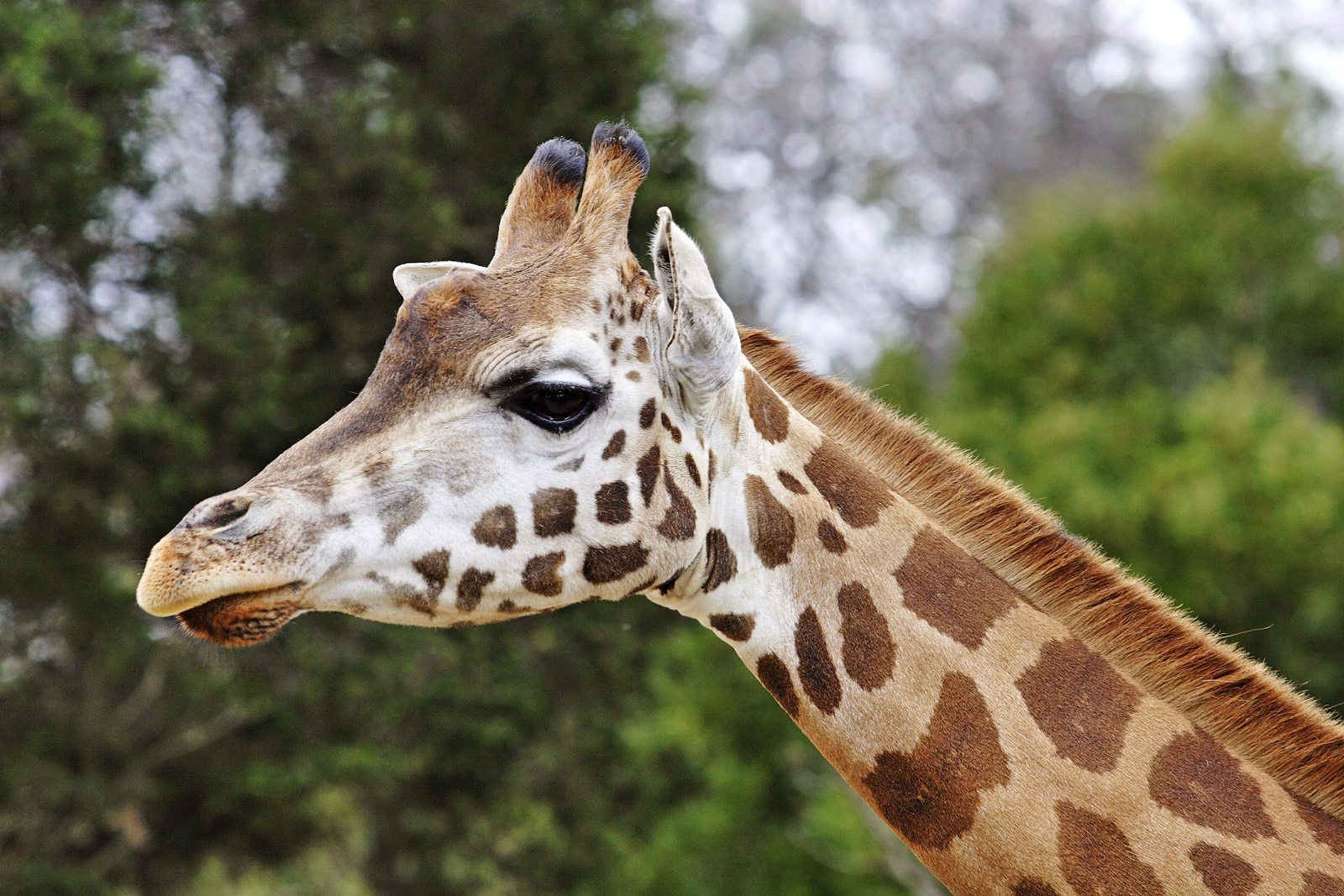
Giraffhuvud.

Mankhöjden för båda kön varierar mellan 2,4 och 3,7 meter. Därtill kommer en upp till 2,4 meter lång hals. Hanar når en genomsnittlig höjd på 5,3 meter och väger mellan 1 100 och 1 900 kg. Den största höjden för en individ som var känd 1999 var 5,88 meter. Honorna är cirka 4,3 meter höga och med en vikt på 700 till 1 200 kg lite lättare. Vid födseln är giraffkalvarna omkring 180 centimeter höga och väger 45–70 kilo. Giraffen har, som nästan alla andra däggdjur, undantaget manater och sengångare, sju halskotor. Hos giraffen är dock dessa mycket förlängda. För att kunna pumpa blod till och från hjärnan genom den långa halsen har giraffen ett mycket kraftigt hjärta. Det kan pumpa upp till 60 liter blod genom kroppen per minut, väger cirka 12 kilogram och skapar ett blodtryck upp till tre gånger högre än hos människan. Giraffens blåsvarta tunga är lång och muskulös, kan bli 45 centimeter lång och används för att gripa föremål. Med tungan kan den till exempel nå blad utan att skadas alltför mycket av grenarnas taggar.
Giraffer går antingen långsamma i passgång eller i ett slags galopp för höga hastigheter. Vid galoppen flyttar de båda bakben förbi frambenen innan de senare flyttas framåt. Arten kan nå en mycket hög hastighet och är på korta distanser snabbare än en tävlingshäst. På långa sträckor når den runt 15 km/h, och den högsta uppmätta hastigheten på kort distans registrerades till 56 km/h. Giraffen har däremot svårt att gå på våtmark. De undviker därför dessa områden och har ingen möjlighet att ta sig över floder.
Giraffen har mörka fläckar på den ljusbruna pälsen. Beroende på underart varierar form och färg hos dessa fläckar. Djurets undersida är ljus och bär inga fläckar. På huvudet hos bägge könen sitter två tappformiga horn som består av hudtäckta ben och som är cirka 13 cm långa. I sällsynta fall växer ytterligare ett hornpar bakom dessa horn. Några giraffer har en knöl mellan ögonen som är uppbyggd på samma sätt som hornen. Äldre hannar kan lagra kalcium i de främre benplattorna av skallen som ger ytterligare skydd mot sår när de strider mot andra hannar.

### Morfologiska skillnader hos underarterna
Underarten G. c. rothschildi har stora mörkt bruna, ojämna eller fyrkantiga fläckar med otydliga, krämfärgade linjer. Fläckarna hos G. c. tippelskirchi är små, mörka och nästan stjärnformiga. Fläckarna hos G. c. reticulata är unika i så mån att de är mörka och mångkantiga och åtskilda av smala vita band, så att djuret ser ut att vara täckt av ett nät. G. c. tippelskirchi har mörkbruna, taggiga stänk som liknar vinblad. G. c. reticulata känns igen på de stora fläckarna med flera hörn omgivna av ett nät med vita linjer. Också inom förmodat samma underart förekommer ibland olika teckning, vilket kan göra det svårt att föra en individ till en viss underart enbart på grund av utseendet.

## Utbredningsområde och systematik
Giraffen förekommer på afrikanska savanner söder om Sahara. Ibland vistas den i öppna skogar. I andra områden blev djuret tidigt utrotat. Bestånden anses idag inte hotade men några underarter är ganska sällsynta. I Nildalen försvann girafferna redan i antiken och i Marockos och Algeriets kustområden fanns vid slutet av 700-talet inga giraffer kvar. I många andra områden har girafferna försvunnit under 1900-talet.

### Underarter
Enligt flera auktoriteter skiljs mellan upp nio underarter som har olika färg och mönster på pälsen och lever i skilda områden. Dessa är:
- Nubisk giraff (G. c. camelopardalis) är artens nominatform. Den förekommer i östra Sydsudan och sydvästra Etiopien.[12] Enligt uppskattningar finns bara 250 vilda individer kvar men underarten är inte bra känd och kanske har bedömningen brister.[13] Den hölls mycket sällan i djurparker. Bekräftad är i alla fall en grupp med 14 individer (året 2003) i Al Ain zoo i Förenade Arabemiraten.[14][15]
- Kordofangiraff (G. c. antiquorum) - förekommer i västra Sudan och i Centralafrikanska republiken.
- Sydafrikansk giraff (G. c. giraffa) - förekommer i Sydafrika, Zimbabwe och Moçambique.
- Thornicrofts giraff (G. c. thornicrofti) - förekommer i Zambia. Dess status är omstridd.
- Rothschildgiraff (G. c. rothschildi) - förekommer vid Baringosjön och Nakurusjön i Kenya samt i Uganda.
- Angolansk giraff (G. c. angolensis) - förekommer i Namibia och Botswana.
- Massaigiraff (G. c. tippelskirchi) - den vanligaste giraffen i vilt tillstånd och förekommer i centrala och södra Kenya och Tanzania.
- Nigeriansk giraff (G. c. peralta) - förekom tidigare i hela Västafrika, men idag bara i Tchad.
- Nätgiraff (G. c. reticulata) - förekommer i Somalia, Etiopien och nordöstra Kenya.

Ursprungligen kategoriserades flera av dessa taxon som egna arter men idag är det klart att de alla tillhör samma art. Inom vetenskapen råder dock fortfarande oenighet kring avgränsningen mellan de olika underarterna.
Förutom de nu levande underarterna fanns andra som utrotades redan under antiken. På egyptiska avbildningar har man hittat giraffer som var enfärgade, och det har därför spekulerats att det fanns en ofläckad underart där.

## Ekologi

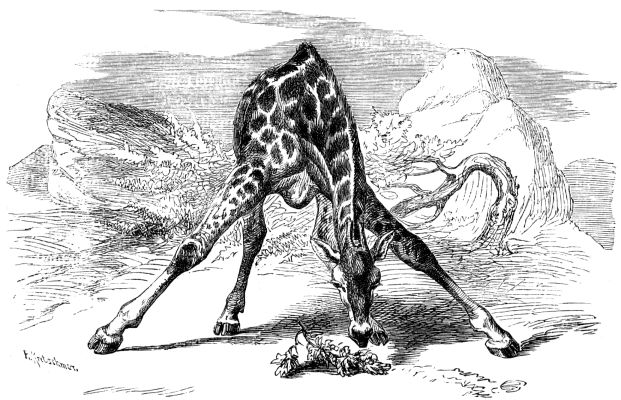
Giraff som äter från marken.

Med hjälp av sin långa hals kan giraffen beta löv bland akacior, Combretum och många andra träd eller buskar. En vuxen giraff äter ungefär 30 kilo bladmassa varje dag under 16 till 20 av dygnets timmar. I sällsynta fall äter de upp till 134 kg per dag. Giraffens vätskebehov täcks huvudsakligen av födan, och de behöver därför inte dricka på flera veckor. Om de passerar en vattenkälla dricker de varannan eller var tredje dag. När de dricker måste de sätta benen brett isär så att de kan sänka ned huvudet. Under svåra omständigheter hämtar de även föda från marken på liknande sätt.
Giraffer lever i regel i mindre flockar, med ofta ganska stora avstånd mellan medlemmarna. Flockens sammansättning ändras ständig och den vistas vanligen i ett 5 till 650 km² stort territorium. Reviret överlappar med territoriet av andra flockar och försvaras inte. De kommunicerar ofta i ett för människor ohörbart frekvensavsnitt som ligger runt eller under 20 Hertz, den så kallade infraljudzonen. Deras sociala beteende skiljer sig mellan könen. Honor söker sig till flockar med 4 till 32 individer som består av djur av olika åldrar. Unga hannar bildar små grupper, men lever ensamma då de blivit könsmogna. Hannar av alla åldrar strider mot varandra och under parningstiden blir fejden intensivare. De står då bredvid varandra och stöter halsarna mot varandra. Striderna kan ibland bli så häftiga att djur förlorar medvetandet.
Honor kan para sig hela året men oftast infaller parningstiden under regnperioden. Dräktigheten varar i 14 till 15 månader. När en giraffhona ska föda, går hon vanligen till samma plats som hon själv föddes. Giraffen får sin första unge vanligen under fjärde levnadsåret och föder sedan i normalfall vartannat år. Oftast föds en enda unge per kull. Under födelsen står honan så att ungdjuret faller till marken från två meters höjd. Efter cirka 20 minuter kan ungen stå, och följer sedan modern i ungefär 22 månader. Modern återansluter sig till sin flock, tillsammans med sin kalv, tidigast 2 till 3 veckor efter födelsen. Digivningen avslutas oftast vid slutet av första levnadsåret. Ungarna blir könsmogna vid fyra års ålder och når full storlek efter sex år. Den första lyckade parningen sker för hannar vanligen sju år efter födelsen.
I naturen blir giraffer 25 år gamla ifall de lyckas undvika attacker av lejon eller i sällsynta fall av leoparder, vildhundar och krokodiler. Till exempel dödades i Kruger nationalpark ungefär 675 giraffer av större predatorer under loppet av 25 år (före 1969) och i 99,7% av tillfällen fälldes giraffen av lejon. Bara 25 till 50 procent av ungdjuren lever till könsmogen ålder. I fångenskap kan giraffer bli 35 år gamla. De försvarar sig mot rovdjur med slag av sin främre hov. Därför händer det sällan att vuxna djur blir angripna av fiender.
Savannens andra hovdjur som zebror och gnuer håller sig ofta nära giraffer då giraffen från sin höga utpost upptäcker faror tidigare.
Precis som de flesta andra däggdjur kan giraffer simma.

## Giraffen och människan

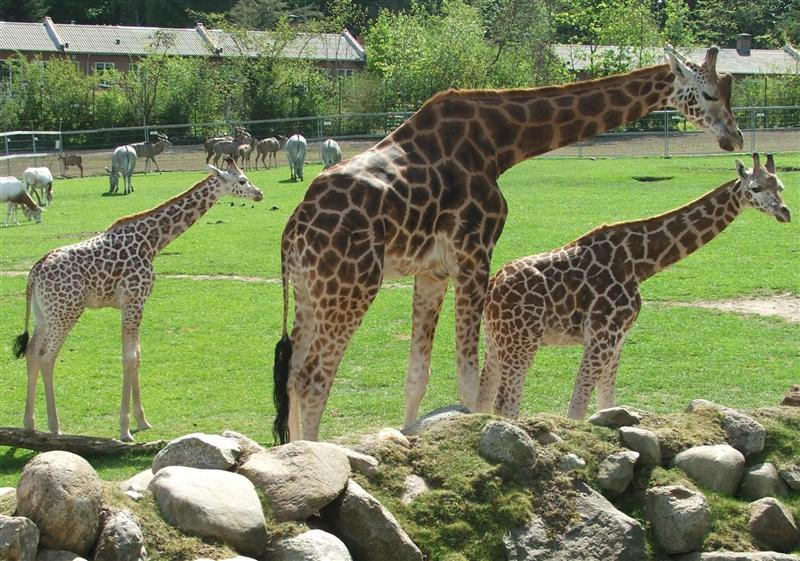
Giraffer på Ålborgs zoo.

### Status och hot
Giraffen jagades ibland av ursprungsbefolkningar med fällor och repslingor för köttets och vissa kroppsdelars skull. I Afrikas centrala delar blev giraffer huvudsakligen offer för fällor. Senorna användes som bågsträngar eller till strängade musikinstrument. Köttet är segt men ätbart.
De jaktmetoder som användes av ursprungsbefolkningar utgjorde ingen fara för beståndet. Efter ankomsten av vita jägare jagades giraffer för nöjes skull. Storviltjägare gjorde sig berömda med antalet dödade giraffer och djuret blev snabbt mer sällsynt. Efter att jakten på många håll reglerats återhämtade sig beståndet, exempelvis i Östafrika, och Serengeti nationalpark. En översyn av populationen av IUCN från 2016 visar dock en kraftig minskning med upp till 40% de senaste 30 åren. Till de största hoten räknas habitatförluster, inbördeskrig och andra oroligheter, och tjuvjakt. På grund av detta bedöms den globala populationen av giraff vara hotad och IUCN den därför som sårbar (VU), Utöver detta är några av underarterna extra utrotningshotade, särskilt tre, exempelvis förekommer underarten G. c. angolensis inte längre i landet som gav den dess namn, Angola.

### Namn
Romarna, som tidigt i historien började jaga giraff, kallades den camelopardalis för att dess utseende påminner om både kamel och leopard. Beteckningen ingick senare i det vetenskapliga namnet. Namnet giraff härstammar från arabiskans zarāfa (زرافة) som i sin tur troligen kommer från ett av afrikanska språken.

### I kulturen
Giraffens päls var hos många afrikanska folkslag en statussymbol. Giraffens svans användes hos vissa grupper som flugsmälla eller talisman och svansens hår nyttjades som sytråd. Hos sanfolket i södra Afrika utför medicinmannen speciella danser som är uppkallade efter olika djur, giraffdansen ska bota huvudvärk.
Den på norra halvklotet förekommande stjärnbilden Giraffen är en sentida symbol och har ingen västeuropeisk mytologisk bakgrund.